# Ho Yen Chye
Ho Yen Chye (* 12. Dezember 1966; † 12. April 2021 in Jakarta, Indonesien) war ein singapurischer Judoka.

## Karriere
Ho Yen Chye gewann zwischen 1983 und 1991 bei den Südostasienspielen eine Gold-, fünf Silber- und eine Bronzemedaille. Bei den Asienspielen 1990 in Peking wurde Ho Siebter. Zudem nahm er an den Olympischen Spielen 1992 teil, wo er im Schwergewichtsturnier den 21. Platz belegte.
Von 1984 bis zu seiner Olympiateilnahme wurde Ho ununterbrochen Singapurischer Meister im Schwergewicht.